# USS Kimberly (DD-521)
USS Kimberly (DD-521) là một tàu khu trục lớp Fletcher được Hải quân Hoa Kỳ chế tạo trong Chiến tranh Thế giới thứ hai. Nó là chiếc tàu chiến thứ hai của Hải quân Mỹ được đặt theo tên Chuẩn đô đốc Lewis A. Kimberly (1838-1902), người tham gia cuộc Nội chiến Hoa Kỳ. Nó được cho xuất biên chế không lâu sau khi Thế Chiến II kết thúc, tái biên chế trở lại năm 1951 và tiếp tục hoạt động trong Chiến tranh Triều Tiên rồi lại ngừng hoạt động năm 1954. Nó được chuyển cho Đài Loan năm 1967 và hoạt động cùng Hải quân Đài Loan như là chiếc ROCS An Yang (DD-18/DDG-918) cho đến khi ngừng hoạt động năm 1999 và bị đánh chìm như một mục tiêu năm 2003. Kimberly được tặng thưởng năm Ngôi sao Chiến trận trong Thế Chiến II và thêm một Ngôi sao Chiến trận khác tại Triều Tiên.

## Thiết kế và chế tạo
Kimberly được đặt lườn tại xưởng tàu của hãng Bethlehem Steel Co. ở Staten Island New York vào ngày 27 tháng 7 năm 1942. Nó được hạ thủy vào ngày 4 tháng 2 năm 1943; được đỡ đầu bởi cô Elsie S. Kimberly, con gái Chuẩn đô đốc Kimberly; và nhập biên chế vào ngày 22 tháng 5 năm 1943 dưới quyền chỉ huy của Hạm trưởng, Trung tá Hải quân Harry W. Smith.

## Lịch sử hoạt động

### 1943
Sau giai đoạn huấn luyện và chạy thử máy, Kimberly rời Norfolk, Virginia vào ngày 10 tháng 9 năm 1943 để đi sang khu vực Mặt trận Thái Bình Dương. Sau khi được huấn luyện bổ sung tại Trân Châu Cảng, nó đi đến ngoài khơi Makin vào ngày 20 tháng 11, tham gia cuộc tranh chấp của Hải quân Mỹ nhằm kiểm soát quần đảo Micronesia. Trong suốt Chiến dịch quần đảo Gilbert, chiếc tàu khu trục đã phục vụ tuần tra chống tàu ngầm cho các thiết giáp hạm và tàu tuần dương, hỗ trợ cho lực lượng Thủy quân Lục chiến hoạt động trên bờ bằng hỏa lực hải pháo.

### 1944
Kimberly rời Tarawa vào ngày 6 tháng 12 để quay về vùng bờ Tây. Sau khi được sửa chữa tại San Francisco, California, nó lên đường vào ngày 22 tháng 1 năm 1944 hướng đến quần đảo Aleut. Hoạt động cùng Lực lượng Đặc nhiệm 94 dưới quyền Chuẩn đô đốc Wilder D. Baker, nó khởi hành từ Attu vào ngày 1 tháng 2 để vô hiệu hóa các khẩu đội phòng không đối phương tại Suribachi Wan và Kurabi Saki. Nó tiếp tục ở lại vùng biển Aleut trong bảy tháng tiếp theo, làm nhiệm vụ tuần tra chống tàu ngầm, càn quét mặt biển, bắn phá quần đảo Kuril cũng như huấn luyện, trước khi lên đường quay trở về San Francisco vào ngày 18 tháng 9.
Kimberly đi đến Manus thuộc quần đảo Admiralty để chuẩn bị tham gia Chiến dịch giải phóng Philippines. Vào ngày 10 tháng 11, nó lên đường hộ tống một đoàn tàu vận tải đi đến vịnh Leyte, chuyên chở tiếp liệu cho lực lượng Hoa Kỳ tại đây. Vào tối ngày 21 tháng 12, đang khi hộ tống một đoàn tàu vận tải khác đi đến vịnh Mangarin, Mindoro, máy bay tấn công cảm tử Kamikaze Nhật Bản đã tấn công các con tàu. Trong suốt trận chiến đấu kéo dài hai giờ, các khẩu pháo của nó đã bắn rơi một máy bay đối phương và trợ giúp vào việc bắn rơi hai chiếc khác. Sau khi đẩy lui cuộc tấn công, đoàn tàu tiếp tục đi đến vịnh Mangarin, chuyển người và vật liệu để xây dựng một đường băng cùng một căn cứ PT-boat cần thiết để hỗ trợ cho việc giải phóng Luzon.

### 1945
Kimberly rời Leyte vào ngày 2 tháng 1 năm 1945 hộ tống một đội thiết giáp hạm làm nhiệm vụ bắn phá. Trên đường đi, lực lượng chịu đựng nhiều cuộc tấn công tự sát, và nó bắn rơi thêm được một máy bay đối phương. Đi đến ngoài khơi vịnh Lingayen vào ngày 6 tháng 1, đội bắn phá lập tức được đặt trong tình trạng báo động chống trả các cuộc tấn công tự sát. Trong ngày hôm đó, nó bắn rơi hai máy bay đối phương; và trong thời gian còn lại của tháng, nó bắn phá các tuyến giao thông đường sắt và kho dự trữ tiếp liệu đối phương.
Trong tháng 2, Kimberly chuẩn bị cho Trận Okinawa vốn sẽ đưa lực lượng Hoa Kỳ đến ngưỡng cửa của chính quốc Nhật Bản. Sau khi rời vịnh San Pedro, Philippines vào ngày 21 tháng 3, nó làm nhiệm vụ cột mốc radar canh phòng ngoài khơi quần đảo Ryūkyū, khi nó bị hai máy bay ném bom bổ nhào Aichi D3A "Val" tấn công vào ngày 26 tháng 3. Cho dù đã bị hỏa lực phòng không bắn cháy, một máy bay đối phương vẫn đâm trúng khẩu đội pháo phía đuôi tàu, khiến 4 người thiệt mạng và làm bị thương 57 người khác. Nó rời khu vực Okinawa vào ngày 1 tháng 4, về đến Xưởng hải quân Mare Island, San Francisco, California vào ngày 25 tháng 4 để sửa chữa.
Sau khi hoàn tất, Kimberly quay lại chiến trường, rời Trân Châu Cảng vào ngày 10 tháng 8, nhưng Nhật Bản đầu hàng trước khi con tàu gia nhập Đệ Tam hạm đội tại Viễn Đông. Nó tiến vào vịnh Tokyo vào ngày 4 tháng 9, rồi lên đường hai ngày sau đó hộ tống cho USS Missouri (BB-63). Nó cùng chiếc thiết giáp hạm lừng danh đi đến Philadelphia, Pennsylvania vào ngày 18 tháng 10. Sau các lễ hội nhân Ngày Hải quân, nó rời Philadelphia vào ngày 2 tháng 11, đi đến Charleston, South Carolina vào ngày hôm sau và ở lại đây cho đến ngày 5 tháng 2 năm 1947, khi con tàu được cho xuất biên chế và đưa về lực lượng dự bị.

### Chiến tranh Triều Tiên
Sau khi Chiến tranh Triều Tiên nổ ra năm 1950, Kimberly được cho nhập biên chế trở lại vào ngày 8 tháng 2 năm 1951 dưới quyền chỉ huy của Hạm trưởng, Trung tá Hải quân O. B. Parker. Sau khi chạy thử máy ngoài khơi vịnh Guantánamo, Cuba và thực hành dọc theo bờ biển Đại Tây Dương, nó rời Norfolk vào ngày 15 tháng 5 năm 1951 để đi sang tăng cường cho khu vực Thái Bình Dương. Nó đi đến Tokosuka vào ngày 18 tháng 6, rồi lên đường năm ngày sau đó cho các hoạt động bắn pháo hỗ trợ ngoài khơi bờ biển phía Tây bán đảo Triều Tiên. Chiếc tàu khu trục cũng hoạt động như tàu hộ tống chống tàu ngầm và canh phòng máy bay cho tàu sân bay khi chúng không kích các vị trí đối phương trên bờ. Đến giữa tháng 9, nó đi đến ngoài khơi Đài Loan cho các nhiệm vụ tuần tra, cho đến khi lên đường vào ngày 6 tháng 10, đi ngang qua Philippines, kênh đào Suez và Địa Trung Hải để quay trở về Hoa Kỳ.
Về đến Norfolk vào ngày 12 tháng 12, Kimberly hoạt động dọc theo bờ biển Đại Tây Dương và vùng biển Caribe để thực hành huấn luyện, cho đến khi nó đi đến Charleston vào ngày 20 tháng 6 năm 1953, nơi nó lại được cho xuất biên chế vào ngày 15 tháng 1 năm 1954. Sau khi bị bỏ không trong 12 năm cùng Hạm đội Dự bị Đại Tây Dương tại Charleston, con tàu được chuyển đến Xưởng hải quân Boston vào tháng 7 năm 1966 để được đại tu trước khi được chuyển cho chính phủ Trung Hoa dân quốc mượn.

### Phục vụ Hải quân Trung Hoa Dân Quốc
Con tàu được chuyển cho Đài Loan vào ngày 1 tháng 6 năm 1967, nơi nó phục vụ cùng Hải quân Trung Hoa dân quốc như là chiếc ROCS DD-18 An Yang. Sau khi được hiện đại hóa theo đề án Wu-Jin, nó trở thành chiếc DDG918 An Yang vào giữa những năm 1980. Con tàu ngừng hoạt động vào ngày 16 tháng 9 năm 1999 và bị đánh chìm như một mục tiêu vào ngày 14 tháng 10 năm 2003.

## Phần thưởng
Kimberly được tặng thưởng năm Ngôi sao Chiến trận do thành tích phục vụ trong Thế Chiến II, và thêm một Ngôi sao Chiến trận khác trong Chiến tranh Triều Tiên.